# Leif Tost
Leif Tost (født 19. maj 1935 - 27 marts 2017[kilde mangler]) var en dansk atlet. Han var medlem af AIK 95 og fra 1964 Københavns IF.
Leif Tost var som yngling med i Skåne - København matchen i diskos og i 1000 meter stafet. Han kastede 42,52 i diskus, og de tabte stafetten.[kilde mangler]

## Danske mesterskaber
- Bronze 1963 Diskoskast 44,29
- Bronze 1964 Diskoskast 44,67
- Bronze 1967 Diskoskast 44,99

## Personlige rekord
- Diskoskast: 47,33 1968
- Kuglestød: 13,32 1965
- Kastefemkamp: 2861 point 1964